# Gonzalo de Porras
Gonzalo Martín de Porras (Neuquén, Argentina, 26 de julio de 1984) es un exfutbolista argentino que jugaba de delantero,

## Clubes
| Club                  | País      | Año       |
| --------------------- | --------- | --------- |
| Rosario Central       | Argentina | 2003-2007 |
| → FC Borjomi (cedido) | Georgia   | 2005-2006 |
| Olympiakos Nicosia FC | Chipre    | 2007      |
| Olmedo                | Ecuador   | 2008      |
| Manfredonia           | Italia    | 2009-2010 |
| Coquimbo Unido        | Chile     | 2011      |
| Cobresal              | Chile     | 2012      |
| Coquimbo Unido        | Chile     | 2012      |
| Deportes Concepción   | Chile     | 2013      |
| Barnechea             | Chile     | 2013-2015 |
| Deportes Temuco       | Chile     | 2015-2016 |
| Tiro Federal          | Argentina | 2016-2017 |

## Palmarés

### Campeonatos nacionales
| Título    | Equipo          | País  | Año     |
| --------- | --------------- | ----- | ------- |
| Primera B | Deportes Temuco | Chile | 2015-16 |

- Datos: Q3773323